# Comuna Zvineace, Zastavna
Zvineace (în ucraineană Звенячин, transliterat: Zveneaciîn) este o comună în raionul Zastavna, regiunea Cernăuți, Ucraina, formată din satele Iosipovca și Zvineace (reședința).

## Demografie
Componența lingvistică a comunei Zvineace
     Ucraineană (98,7%)
     Rusă (1,04%)
     Alte limbi (0,26%)
Conform recensământului din 2001, majoritatea populației comunei Zvineace era vorbitoare de ucraineană (98,7%), existând în minoritate și vorbitori de rusă (1,04%).